# Alexander Stadler
Pour les articles homonymes, voir Stadler.
Alexander Stadler né le 16 octobre 1999 à Heidelberg, est un joueur de hockey sur gazon allemand qui joue comme gardien de but pour le TSV Mannheim et l'équipe nationale allemande. Il a participé aux Jeux olympiques d'été de 2020.

## Carrière internationale
Stadler fait partie de l'équipe d'Allemagne des moins de 21 ans qui remporte l'Euro espoirs 2019 où il est nommé meilleur gardien de but du tournoi. Le 28 mai 2021, il est nommé premier gardien de but de l'équipe senior pour l'Euro 2021 et les Jeux olympiques d'été de 2020. Lors de l'Euro 2021, il remporte la médaille d'argent après avoir perdu la finale contre les Pays-Bas après une séance de tirs au but.